# Mistrzostwa Świata w Piłce Nożnej 2022 (eliminacje strefy CAF)/Grupa C
Grupa C jest jedną z dziesięciu grup eliminacji drugiej rundy do Mistrzostw Świata 2022. Składa się z czterech niżej wymienionych reprezentacji:
- Nigeria
- Republika Zielonego Przylądka
- Republika Środkowoafrykańska
- Liberia

Każda drużyna rozegra z każdą dwa mecze (u siebie i na wyjeździe). Mecze rozpoczną się we wrześniu 2021. Drużyna z pierwszego miejsca awansuje do trzeciej rundy.

## Tabela
| Lp. | Drużyna                       | M | Mecze | Mecze | Mecze | Bramki | Bramki | Bramki | Pkt |
| Lp. | Drużyna                       | M | W     | R     | P     | +      | −      | +/−    | Pkt |
| --- | ----------------------------- | - | ----- | ----- | ----- | ------ | ------ | ------ | --- |
| 1.  | Nigeria                       | 6 | 4     | 1     | 1     | 9      | 3      | +6     | 13  |
| 2.  | Republika Zielonego Przylądka | 6 | 3     | 2     | 1     | 8      | 6      | +2     | 11  |
| 3.  | Liberia                       | 6 | 2     | 0     | 4     | 5      | 8      | −3     | 6   |
| 4.  | Republika Środkowoafrykańska  | 6 | 1     | 1     | 4     | 4      | 9      | −5     | 4   |

## Wyniki
| 1 września 2021 15:00 CEST | Republika Środkowoafrykańska · Toropité 53' | 1:1(0:1)Raport | Republika Zielonego Przylądka · 36' J. Tavares | Stade de la Réunification, Duala (Kamerun) Sędzia: Peter Waweru |
|                            |                                             |                |                                                |                                                                 |

| 3 września 2021 18:00 CEST | Nigeria · Iheanacho 22', 44' | 2:0(2:0)Raport | Liberia | Teslim Balogun Stadium, Lagos Sędzia: Kouassi Attisso Attiogbe |
|                            |                              |                |         |                                                                |

| 6 września 2021 18:00 CEST | Republika Środkowoafrykańska | 0:1(0:0)Raport | Liberia · 86' Sherman | Stade de la Réunification, Duala (Kamerun) Sędzia: Serigne Toure |
|                            |                              |                |                       |                                                                  |

| 7 września 2021 18:00 CEST | Republika Zielonego Przylądka · D. Tavares 19' | 1:2(1:1)Raport | Nigeria · 30' Osimhen · 76' (sam.) Rocha Santos | Estádio Municipal Adérito Sena, Mindelo Sędzia: Samir Guezzaz |
|                            |                                                |                |                                                 |                                                               |

| 7 października 2021 15:00 CEST | Liberia · Harmon 45+3' | 1:2(1:0)Raport | Republika Zielonego Przylądka · 52' Monteiro · 90+2' Rodrigues | Ohene Djan Sports Stadium, Akra (Ghana) Sędzia: Jean Ouattara |
|                                |                        |                |                                                                |                                                               |

| 7 października 2021 18:00 CEST | Nigeria | 0:1(0:0)Raport | Republika Środkowoafrykańska · 90+1' Namnganda | Teslim Balogun Stadium, Lagos Sędzia: Abdelaziz Bouh |
|                                |         |                |                                                |                                                      |

| 10 października 2021 15:00 CEST | Republika Środkowoafrykańska | 0:2(0:2)Raport | Nigeria · 29' Balogun · 45+1' Osimhen | Limbe Stadium, Limbé (Kamerun) Sędzia: Louis Hakizimana |
|                                 |                              |                |                                       |                                                         |

| 10 października 2021 18:00 CEST | Republika Zielonego Przylądka · Mendes 90' | 1:0(0:0)Raport | Liberia | Estádio Municipal Adérito Sena, Mindelo Sędzia: Mohamed Ali Moussa |
|                                 |                                            |                |         |                                                                    |

| 11 listopada 2021 17:00 CET | Liberia | 0:2(0:1)Raport | Nigeria · 15' (k.) Osimhen · 90+4' (k.) Musa | Stade de Tanger, Tanger (Maroko) Sędzia: Youssef Essrayri |
|                             |         |                |                                              |                                                           |

| 11 listopada 2021 17:00 CET | Republika Zielonego Przylądka · J. Tavares 51' · Stopira 75' | 2:1(0:1)Raport | Republika Środkowoafrykańska · 11' Ngoma | Estádio Municipal Adérito Sena, Mindelo Sędzia: Daniel Nii Ayi Laryea |
|                             |                                                              |                |                                          |                                                                       |

| 16 listopada 2021 17:00 CET | Nigeria · Osimhen 1' | 1:1(1:1)Raport | Republika Zielonego Przylądka · 5' Stopira | Teslim Balogun Stadium, Lagos Sędzia: Mustapha Ghorbal |
|                             |                      |                |                                            |                                                        |

| 16 listopada 2021 17:00 CET | Liberia · Macauley 2' · Wilson 8', 74' | 3:1(2:0)Raport | Republika Środkowoafrykańska · 61' Ngoma | Stade de Tanger, Tanger (Maroko) Sędzia: Kalilou Ibrahim Traore |
|                             |                                        |                |                                          |                                                                 |

## Strzelcy
4 gole
- Victor Osimhen

2 gole
- Peter Wilson
- Kelechi Iheanacho
- Stopira
- Júlio Tavares

1 gol
- Van-Dave Harmon
- Marcus Macauley
- Kpah Sherman
- Leon Balogun
- Ahmed Musa
- Karl Namnganda
- Isaac Ngoma
- Tresór Toropité
- Ryan Mendes
- Jamiro Monteiro
- Garry Mendes Rodrigues
- Dylan Tavares

Gole samobójcze
- Kenny Rocha Santos (dla Nigerii)